# Fogság
A Fogság című regényt Spiró György írta. A 2005-ben megjelent regénynek egy év alatt hét kiadása jelent meg és a regény recepciójához ezúttal nemzetközi szakmai elismerés is társult, a mű angol fordítását 2015-ben az Egyesült Államokban is méltatták a kritikusok. 2008-ban már tizenegyedszerre jelent meg - s mindvégig a Magvető Könyvkiadó gondozásában -, de 2010-ben, 2015-ben és 2020-ban is újra kiadták.

## Főbb tudnivalók a regényről
- Műfaj: szépirodalom
- Szűkebb műfaj: történelmi regény
- Nyelv: magyar
- A regényt tizenegyszer adták ki eddig
- A regényhez 2006-ban maga Spiró írt értelmező és magyarázó kommentár-kötetet: Spiró György Fogság. Széljegyzetek; összeállította: Dávid Anna; Magvető, Budapest, 2006. (Spiró György hatvanadik születésnapja alkalmából; tartalmaz egy interjút a szerzővel, a regény megírásához használt legfontosabb források jegyzékét, kritikákat, és a Fogság világát idéző időrendi táblát, rajzokat, fényképeket)

### A regény szereplői
- Gaius Theodorus (Uri) – egy zsidó fiú, a regény főszereplője
- Ioses Lucius (József) – Uri apja
- Sára – Uri anyja
- Gaius Lucius – Uri családjának patrónusa
- Agrippa – nagy befolyású ember, Uri családjának sok problémát okozott
- Máté – a római delegáció vezetője
- Iustus – a delegáció tagja
- Alexandrosz – a delegáció tagja
- Valerius – a delegáció tagja
- Plotius – a delegáció tagja
- Hilarius – a delegáció tagja
- Áron – egy fűrészmalom tulajdonosa, vendégül látja a delegációt
- Simon mágus – vendéglátó
- rabok – Uri társasága a börtönben
- Pilátus – helytartó
- Heródes Antipász – Galilea királya
- Jehuda mester – Uri vendéglátója egy Júdeai kis faluban
- József, Náhum fia – hivatalnok, Uri nála is vendégeskedik, ő intézi el Uri Alexandriába jutását
- Philó (Alexandriai Philón) – filozófus, Uri az ő házában lakik, amikor Alexandriában tartózkodik
- Tija – Uri barátja Alexandriában, Philó unokaöccse
- Marcus – Philó másik unokaöccse
- Iszidórosz – az alexandriai gimnázium igazgatója
- Démétriosz – matematikatanár
- Apollónosz – Uri zsidó barátja a gimnáziumban
- Szótadész – Uri barátja
- Hippolütosz – csillagász Alexandriában
- Hágár – Uri felesége
- Caligula – római császár
- Theó – Uri kedvenc fia
- Claudius – Római császár
- Narcissus – rabszolga Claudius házában
- Kainisz – lány, akibe Uri szerelmes lett
- Titus – a római utak felügyelője, Kainisz szeretője, majd férje
- Marcellus – Uri második fia
- Irene – Uri lánya
- Eulogia – Uri másik lánya
- Hermia – Uri húga
- Iaszón – munkát ad Urinak Puetoliban
- Salutius – egy római könyvtár tulajdonosa

### A regényben szereplő helyszínek
- Róma
- Ostia
- Puteoli
- Capri
- Nápoly
- Messana
- Brundisium
- Szürakuszai
- Korinthosz
- Athén
- Alexandria
- Kaiszarea
- Júdea
- Jeruzsálem
- Antiókhia
- Babilon

### A regény történelmi háttere
A Fogság hátterét az i. sz. 1. század Római Birodalmának történései adják. A Római Birodalom külpolitikája azon alapult, hogy Róma nem szólt bele a provinciák vallási, gazdasági és törvénykezési életébe. A fővárosban minden erőszakkal meghódított vagy pénzzel meggyőzött szövetséges nép istenei szobrot kaptak, annak a multikulturális, páratlanul toleráns és bölcs szemléletnek megfelelően, amelyhez hasonlót egyetlen szuperhatalom sem tudott azóta tanúsítani. Ennek ellenére a perifériák intoleráns mentalitása behatolt a centrumba és a birodalmi Rómát mind kulturálisan, mind politikailag szétverte.

### A Fogság nyomában
A Fogság nyomában egy színes magyar ismeretterjesztő filmsorozat, amely Spiró György: Fogság című regényének történelmi, kultúrtörténeti, irodalmi hátterét rajzolja meg. 2006-ban készült, és 6 részes.
- rendező: Novák Emil
- zeneszerző: Herczeg László, Novák János
- operatőr: Novák Emil
- közreműködő: Spiró György
- 1. rész: Az i. sz. 1. századi Róma, az ellentmondásokban oly gazdag század legfontosabb európai helyszíne. A „hasadás századának” is nevezhetjük ezt a kort, ugyanis itt ért véget a régi Európa és született az új.
- 2. rész: Az i. sz. 1. század az utazás százada is az ókori Európában. Utaznak kereskedelmi és turisztikai céllal. Ostia, Róma teherforgalmi kikötője, ebben a korban épült ki igazán. Az ásatások eredményeként feltárt város virágzó települést mutat. Zsinagóga is található itt, ami a zsidók nagy számára utal. A zsidóság főleg a kereskedelemben és a virágzó pénzváltás, banki szolgáltatások terén találta meg tevékenységi területét.
- 3. rész:
- 4. rész: Spiró György tovább kalauzol bennünket regényének világában. Az i. sz. első századi Róma életében sokféle vallás volt jelen egyszerre. Az etruszk hatást is mutató római ősvallás először a görög mitológiával szinkretizálódott, majd megjelentek a provinciák vallásai, egyiptomi, kis-ázsiai, zsidó vallási csoportok, a provinciákban pedig a római vallás. Ebből a sokféle színből bontakozik ki a kereszténység, hogy kielégítse azt a lelki szükségletet, amely a sokféleségében már csaknem vallástalan korban keletkezett.
- 5. rész: Jártak-e közfürdőbe Rómában a zsidó lakosok? Látogatták-e a cirkuszi játékokat? Nem tudjuk. Az biztos, hogy a rituális fürdést, bemerítkezést valahol elvégezték. A masszádai erődítésben hatalmas ciszterna-rendszert találunk, amely nagy mennyiségű víz tárolására volt elegendő. 960 zsidó talált itt hosszú ideig menedéket a rómaiak ellen, ahogy Josephus Flavius leírta. Az Olajfák hegye a következő helyszín, itt megtudhatjuk, miért volt olyan fontos a zsidóknak, hogy itt legyenek eltemetve.
- 6. rész: A film utolsó epizódjában Spiró György a zsidóság vallási életéről beszél a Római Birodalom keretein belül. Képet kapunk a római zsidóság vallási szokásairól, a jeruzsálemi templomról, a római elöljárókkal együttműködő zsidó főpapságról, a birodalom kereteit belülről szétfeszítő új vallásról, a kereszténységről.

## A regény története
A Fogság az 1. században játszódik. Főszereplője egy rosszul látó, fizikai munkára alkalmatlan fiú, Uri, aki Rómában él. Uri titokzatos módon tagja lesz egy delegációnak, amely az áldozati pénzt szállítja Rómából Jeruzsálembe. Uri Jeruzsálemből Júdeába, majd Alexandriába kerül. Indulása után 2 évvel kerül vissza Rómába. Ezután gyorsabban kezdenek telni az évek, a regény végén Uri már hajlott korú ember. A Fogság 4 könyvből áll:
- 1. könyv: Rómától Jeruzsálemig
- 2. könyv: Júdea
- 3. könyv: Alexandria
- 4. könyv: Róma

### Első könyv: Rómától Jeruzsálemig
Uri apja bejuttatja Urit egy delegációba, amely áldozati pénzt szállít Jeruzsálembe Pészah ünnepére. Urinak fogalma sincs róla, miért került be ide. Megismerkedik a delegáció tagjaival, akik azonban kiutálják őt, és nyomoznak utána. Azt hiszik, hogy ő Agrippa, egy királyi címre pályázó, magas rangú ember követe. Uri eleinte sokat szenved a hosszú gyaloglásoktól is, de ezt később megszokja. A delegáció keresztül megy sok római városon, majd Szürakuszaiba jutnak. Ott egy Áron nevű malomtulajdonos látja őket vendégül. Ezután hajóval mennek tovább. A hajó viharba kerül. Máté arra kényszeríti Urit, hogy ő is evezzen, „kitol” vele. Uri egyre inkább nem érti, miért gyűlölik ennyire őt a társai. Nemsokára kikötnek Krétán. A delegáció innen tovább megy Kaiszareába. Itt Simon mágus látja vendégül őket. Ezután gyalog indulnak Jeruzsálembe. Az ünnepség bejáratánál Máté utasít egy őrt, hogy üsse le Urit. Az őr engedelmeskedik.

### Második könyv: Júdea
Uri börtönbe került. Rajta kívül két rab van a börtönben. Uri ezekkel beszélget. Később hoznak egy harmadik rabot is. Csak a 4. könyvben derül, ki, hogy a harmadik rab Jézus volt, a másik kettő pedig az a két elítélt, akit vele együtt végeztek ki. Uri a börtönből Pilátus elé kerül, ahol vele, Heródes Antipásszal és Mátéval vacsorázik. Heródes és Pilátus is Agrippa követének hiszik Urit. Uri úgy is csinál, mintha tényleg ő lenne a követ, és hazudik nekik. Uri haza akarna menni, de nem engedik. Egy közeli kis faluba küldik Jehuda mesterhez. Itt mindenféle fizikai munkát próbálnak végeztetni vele, de egyikre sem alkalmas. Végül a nőkhöz küldik, hogy rostáljon, de ezt sem bírja. A rostáló nők megkérik őt, hogy olvasson nekik föl az ott levő tekercsekből. Uri beleszeret egy kicsi rabszolgalányba, ettől sokáig szenved. Ezután írnokként segédkezik Jehuda mesternek. Uri szeretné kitanulni az asztalosmesterséget. Ebben végre jónak bizonyul. Nem fejezheti be azonban tanulmányait, mert visszahívják Jeruzsálembe. Jeruzsálemben József, Náhum fia látja vendégül, aki egy rangos tanács tagja. Uri unatkozik, ezért szobrásznak áll. Később tagja lesz egy galileai delegációnak. Galileában a Gerezim hegynél tanúja lesz egy mészárlásnak. Jeruzsálemben aláíratnak a delegáció tagjaival egy hamis vallomást, ezért sok pénzt kapnak. Uri ezután elindul Alexandriába.

### Harmadik könyv: Alexandria
Uri megérkezik Alexandriába, ahol egy Philó nevű filozófushoz kerül, aki fiaként szereti őt. Megismerkedik Philó unokaöccseivel, Tijával és Marcusszal, akik a rangos alexandriai gimnázium tagjai. Uri is szeretne felvételt nyerni ide, ezért felkeresi Iszidórószt, az igazgatót. Iszidórosz levizsgáztatja Urit. Uri egyedül olvasni szeretett Rómában, sokat olvasott, ezért jól szerepel ezen a vizsgán. Urira látszólag fényes korszak vár. Sokat járja barátaival a városi kocsmákat, fürdőket. Nem sokkal később meghal Tiberius császár. Az új császár Caligula lesz. A Római Birodalomban egyre inkább kezd elharapódzni a zsidók iránti gyűlölet. Uri, mivel Philó házában lakik, értesül a politikai helyzetről. Alexandriában megindul a zsidók mészárlása. A katonák beszorítják a zsidókat a falak mögé, és ott éheztetik őket. Uri szerencsésen túléli a mészárlást, és hazaindul Rómába.

### Negyedik könyv: Róma
Uri hazaérkezik Rómába, ahol szomorú hír vár rá: meghalt apja, József. Uri egyedül marad anyjával, Sárával, és húgával, Hermiával. A család anyagi gondokkal küzd, Uri próbálja kiküszöbölni a problémákat. Nemsokára megházasodik, egy Hágár nevű nőt vesz el, akivel nagyon utálják egymást. Urinak születik egy fia, akit nagyon szeret, ő lesz az egyetlen öröme az életben. Megérkeznek Rómába Philó és unokaöccsei. Philó törleszt valamennyit Uri tartozásából. Uri később tanúja lesz Caligula császár meggyilkolásának. Az új császár Claudius lesz. Uri megismerkedik egy 25 éves lánnyal, Kainisszal, aki rendkívül okos és művelt. Uri beleszeret. Közben született egy másik fia, és még két lánya. A római vezetők azt hiszik Uri családjáról, hogy nazarénusok, vagyis Krisztus követők, ez pedig akkor tiltott dolog volt. Kiutasítják Uriékat Rómából. Uriék Puetoliba mennek. Ott elrabolják Uri fiát, ezzel Uri elveszti egyetlen örömét. Évek múlva térnek csak vissza Rómába. Uri egyre öregebb, és csak a családjáért harcol, akiket nem is szeret igazán. Viszontlátja elrabolt fiát is, akit azonban kiheréltek, és nagyon megváltozott. Uri nagyot csalódik benne, és úgy érzi, valami végleg megpattan benne. Uri ezután fokozatosan megvakul. A regény végén Uri haldokolni kezd, próbál kiabálni, küzdeni. Csodálkozik, hogy még mindig élni akar.

## Összegzés és tanulság
A regény főszereplője, Uri kétéves vándorlása során sok mindent lát, tapasztal. Vaksi fiú, ezért a látás nehézséget okoz neki, mégis sok mindent megtanul, megismeri az életet. Különböző társadalmi rétegekkel kerül kapcsolatba. Megismeri az embereket. Tapasztaltan tér haza Rómába. Ekkor nyomorúságos élet vár rá. Egyre több mindent veszít el, egyre kevesebb dolog van az életében, aminek örülni tud. A házasságában nem talál örömet, a gyermekei közül is csak egyben, azt a gyermekét azonban elrabolják, és tönkreteszik. A regény végére semmi öröme nem marad, miután megvakult, egyedül a gondolkodás. Haldoklása közben csodálkozik, hogy még mindig élni akar, maga sem érti, mi értelme életben maradnia.
Uri átél „történelmi” eseményeket (Gerezim, Alexandria) és kapcsolatba kerül azokkal, akik ezeket lejegyzik. Erősen hangsúlyos mind a hatalmon lévők politikai érdekeinek megfelelően tudatosan torzított – „hivatalos” változat, mind az elnyomott-elbutított „közemberek” vágyai által elferdített "szóbeszéd" változat (a kereszténység születése) és a valódi történések eltérése. Uri félvak szemén, de éles megfigyelőképességén és objektivitásán keresztül látható, hogy a politikai (hatalmi) játszmák aktív résztvevői számára a nemzetek és népek, az egyes emberek sorsa teljesen érdektelen, sőt így áll ez a „játszótársakkal” is. A történelem ezért tele van kivégzésekkel, gyilkosságokkal a hatalom részeseinél, míg a „köznapi” emberek életében törvényes rablással (adók), nyomorral, értelmetlen meghurcolásokkal, terrorral és mészárlásokkal. Uri nem akar hatalmat, pénzt is csak annyit, amiből eltarthatja magát és (egyébként kicsit sem szeretett) családját, ami csak élete végén sikerül, miután számára minden fontosat (éveken át felépített könyvtárát, Theó fiát és Kainiszt) elveszíti.

## Miért „Fogság”?
Uri elvileg „szabad római polgár” – hála hogy nagyapja az életét erre áldozta – de valójában kötik a közössége hagyományai közvetlenül és a körülötte zajló hatalmi játszmák keretei közvetve, aminek teljesen ki van szolgáltatva. Uri szabad akar maradni, nem köteleződik el, de emberként beleszületünk egy környezetbe, hagyományokba – Uri is csak szellemileg, objektív megfigyelései által szabad, de az életben ugyanúgy nem tud semmit megtartani, mint korlátoltabb társai.

## Díjak, elismerések
- AEGON művészeti díj – 2006. május 4.